# Baseboard Management Controller
Um Baseboard Management Controller (BMC) é um microcontrolador especializado embutido na placa-mãe de muitos computadores, especialmente servidores. O BMC é a parte "inteligente" da arquitetura Intelligent Platform Management Interface (IPMI). O BMC gerencia a interface entre o software de gerenciamento do sistema e a plataforma de hardware.

## Características
Tipos diversos de sensores embutidos na placa-mãe repassam ao BMC parâmetros tais como temperatura, velocidade da ventoinha, modo de alimentação, estado do sistema operacional, etc. O BMC monitora os sensores e pode enviar alertas para um administrador de sistema através da rede se qualquer um dos parâmetros não permanecer dentro de limites pré-estabelecidos, indicando um falha potencial do sistema. O administrador pode também comunicar-se remotamente com o BMC para tomar alguma ação corretiva tal como resetar um computador para destravar o sistema operacional. Estas capacidades representam economia no total cost of ownership de um sistema.
As interfaces físicas ao BMC incluem o barramento SMBus, um console serial RS-232, linhas de endereçamento e dados, e um Intelligent Platform Management Bus (IPMB), que capacita o BMC a aceitar mensagens de requisição do IPMI oriundas de outros controladores de gerenciamento no sistema.
O BMC comunica-se com um utilitário de gerenciamento BMC (BMU) num cliente usando protocolos IPMI. O BMU é geralmente um aplicativo de linha de comando (CLI). O BMU geralmente exige uma senha para disponibilizar acesso ao BMC. Uma comunicação serial direta ao BMC não é criptografada, visto que a própria conexão é segura. A conexão com o BMC pela LAN pode usar ou não encriptação dependendo das preocupações de segurança do usuário.